# Wikipedia en uzbeko
La Wikipedia en uzbeko (O'zbek Vikipediyasi) es una edición de la Wikipedia en uzbeko. 
En abril de 2008 contaba con 6500 artículos colocándose como la 74 ª Wikipedia por tamaño. 
En la actualidad, esta Wikipedia tiene 291 609 artículos y 158 383 usuarios, de los cuales 464 son activos.

## Hitos
- 20 de marzo de 2013: 100 000 artículos.
- 26 de noviembre de 2022: 200 000 artículos